# Prionops caniceps
L'averla piumata ventrecastano o averla piumata dal becco rosso (Prionops caniceps (Bonaparte, 1850)) è un uccello passeriforme della famiglia Vangidae.

## Etimologia
Il nome scientifico della specie, caniceps, deriva dal latino e significa "dalla testa grigia", in riferimento alla livrea di questi uccelli: il loro nome comune è anch'esso un riferimento alla livrea.

## Descrizione

### Dimensioni
Misura 20–22 cm di lunghezza, per 42-62 g di peso.

### Aspetto
Si tratta di uccelli dall'aspetto robusto, muniti di grossa testa squadrata e allungata, becco conico forte e appuntito, dall'estremità ricurva verso il basso, ali arrotondate, coda mediamente lunga e dall'estremità squadrata e zampe forti e grosse, anche se non molto lunghe: nel complesso, questi animali possono ricordare vagamente alcuni bucconidi.
Il piumaggio è nero-bluastro con riflessi metallici su testa, collo, dorso, ali e coda: la fronte e la calotta fino agli occhi (come intuibile dal nome scientifico) sono di color grigio cenere, mentre il petto è bianco e ventre e sottocoda sono di colore bruno-beige (da cui il nome comune).
Il becco è di colore rosso, le zampe sono di color carnicino-rosato e gli occhi, piuttosto grandi, sono di colore giallo, con cerchio perioculare glabro e di color carnicino-rosato.

## Biologia
Si tratta di uccelli dalle abitudini diurne e moderatamente sociali, che vivono in gruppi familiari di 4-8 individui, i quali passano la maggior parte della giornata alla ricerca di cibo, tenendosi in contatto quasi costante fra loro mediante richiami pigolanti, vagamente simili a quelli delle gazze.

### Alimentazione
Si tratta di uccelli insettivori, che si nutrono perlopiù di grossi insetti (coleotteri, cavallette, mantidi), bruchi ed altri invertebrati.

### Riproduzione
Si conosce poco riguardo alle abitudini riproduttive di questi uccelli: il ritrovamento di nidi (strutture a coppa di ramoscelli e corteccia intrecciati, posizionate ben al riparo nel folto della vegetazione) in dicembre-febbraio ed a giugno farebbe pensare a due covate l'anno o ad una stagione riproduttiva non ben definita che si estende durante tutto l'arco dell'anno. Si tratta inoltre di uccelli monogami, in cui tutti i membri del gruppo collaborano nella cova e nell'allevamento della prole, le modalità e la tempistica delle quali non devono verosimilmente differire molto da quelle delle altre averle piumate.

## Distribuzione e habitat
L'averla piumata ventrecastano è diffusa in Guinea, della quale abita la fascia costiera dal confine fra Guinea occidentale e Sierra Leone al nord-ovest del Camerun attraverso Liberia, Costa d'Avorio centrale e meridionale, Ghana e Togo, Benin e Nigeria meridionali.
L'habitat di questi uccelli è rappresentato dalla foresta pluviale primaria e secondaria (purché ben matura) di pianura o di collina, nonché dalla foresta a galleria.

## Tassonomia
Se ne riconoscono due sottospecie:
- Prionops caniceps caniceps (Bonaparte, 1850) - la sottospecie nominale, diffusa nella porzione occidentale dell'areale occupato dalla specie, fino al Togo;
- Prionops caniceps harterti (Neumann, 1908) - diffusa nella porzione orientale dell'areale occupato dalla specie;

Le due sottospecie differiscono, oltre che per dettagli della colorazione (come l'estensione della calotta grigia, maggiore in harterti) anche nelle vocalizzazioni, sicché servirebbero ulteriori ricerche per accertarne i legami filetici: alcuni autori accorperebbero alla specie anche l'affine averla piumata ventrerossiccio, che vive in parapatria in Africa equatoriale.